# 5584 Izenberg
5584 Izenberg (1989 KK) là một tiểu hành tinh vành đai chính được phát hiện ngày 31 tháng 5 năm 1989 bởi H. E. Holt ở Palomar.